# 贝斯卡特
贝斯卡特（法語：Bescat，法語發音：[bɛskat]）是法国大西洋比利牛斯省的一个市镇，属于奥洛龙-圣玛丽区。

## 地理
贝斯卡特（43°7'30"N, 0°25'38"W）面积6.81 平方千米，位于法国新阿基坦大区大西洋比利牛斯省，该省份为法国东南部省份，涵盖了贝阿恩与北巴斯克，西临大西洋比斯開灣，北至朗德省，东北接热尔省，东临上比利牛斯省，南与西班牙接壤。
与贝斯卡特接壤的市镇（或旧市镇、城区）包括：阿吕迪、比济、雷贝纳克、塞维尼亚克-梅拉克。
贝斯卡特的时区为UTC+01:00、UTC+02:00（夏令时）。

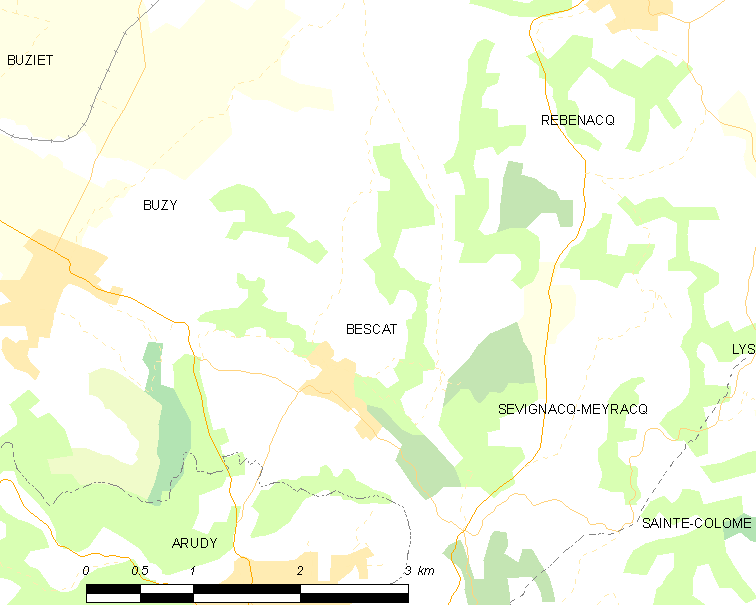
贝斯卡特的OSM定位图

## 行政
贝斯卡特的邮政编码为64260，INSEE市镇编码为64116。

## 政治
贝斯卡特所属的省级选区为奥洛龙-圣玛丽第二县。

## 人口

1962-2008年间贝斯卡特人口变化图示

贝斯卡特于2022年1月1日时的人口数量为248人。